# Les Salles-du-Gardon
Les Salles-du-Gardon è un comune francese di 2 581 abitanti situato nel dipartimento del Gard, nella regione dell'Occitania.

## Società

### Evoluzione demografica
Abitanti censiti